# Una torre per il profeta

Una torre per il profeta (How Like an Angel) è un romanzo giallo della scrittrice canadese Margaret Millar, pubblicato nel 1962. 

## Storia editoriale
Il libro è stato tradotto in spagnolo, tedesco, francese, olandese, ebraico, russo, finlandese, norvegese, ceco e altre lingue.

## Trama
Joe Quinn, un investigatore che ha perso tutto il suo denaro, è costretto a chiedere aiuto agli abitanti di una comunità religiosa. Sorella Benedizione lo incarica, all'insaputa dei fratelli, di cercare un certo Patrick O'Gorman di Chicote e dà a Quinn 120 dollari. Quando l'uomo comincia a fare domande, scopre che O'Gorman è scomparso più di cinque anni prima e dato per morto, perché l'auto che guidava era finita nel fiume in una sera di tempesta. Ma Quinn scopre anche che, nello stesso mese, una certa Alberta Haywood è finita in carcere per aver sottratto somme nella ditta per cui lavorava e la cosa sembra inspiegabile; i suoi familiari ufficialmente le hanno girato le spalle.
La ricerca di Quinn si scontra con il dolore che arreca alla moglie di O'Gorman, ai suoi figli e ai familiari di Alberta. Però lui ha promesso che tornerà per portare alla più giovane sorella della comunità,, Karma, un prodotto contro l'acne. La ragazza, di soli sedici anni, vuole fuggire dalla Torre (sede della comunità) e Quinn ha molto da fare per impedirle di andare via con lui. Intanto George Haywood, fratello di Alberta, è a sua volta scomparso e quando Quinn arriva alla Torre, ne trova il cadavere. Inoltre, Sorella Benedizione cade in preda a un avvelenamento e, nonostante il pronto intervento di Quinn, muore nel pomeriggio.
A questo punto interviene lo sceriffo Lassiter con la polizia e trova solo una vecchia, Madre Purezza, assieme al cadavere di Haywood. Tutti se la sono squagliata, dopo aver bruciato alcune prove, ma nelle casse che hanno lasciato dietro di sé si trovano importanti indizi, non ancora interpretabili. Intanto Quinn si è avvicinato a Martha O'Gorman e i due hanno capito di amarsi. Non sospettano però che Patrick sia ancora vivo e ben nascosto nella foresta. Quanto ad Alberta, è addirittura fuggita dal carcere, ma è stata ripresa ed è in stato di evidente follia. Nel drammatico finale si scoprirà sotto quale travestimento si è nascosto O'Gorman, a sua volta pazzo e pericolosissimo assassino.

## Edizioni in italiano
- Margaret Millar, Una torre per il profeta, traduzione di Vittoria Comucci, collana Il Giallo Mondadori n. 772, Milano 1963
- Margaret Millar, Una torre per il profeta, traduzione di Maria Luisa Vesentini Ottolenghi, collana I Classici del Giallo Mondadori n. 656, Milano 1992